# Rovito
Pour l’article homonyme, voir Palazzo Rovito.
Rovito est une commune de la province de Cosenza, dans la région de Calabre, en Italie.

## Administration
| Période                                  | Période  | Identité          | Étiquette       | Qualité |
| ---------------------------------------- | -------- | ----------------- | --------------- | ------- |
| 30 mai 2006                              | En cours | Giampaolo Gerbasi | Centro-Sinistra |         |
| Les données manquantes sont à compléter. |          |                   |                 |         |

### Hameaux
Bosco, Flavetto, Motta, Pianette

### Communes limitrophes
Casole Bruzio, Celico, Cosenza, Lappano, San Pietro in Guarano, Trenta, Zumpano